# Volby do parlamentu Československé republiky 1920
Volby do parlamentu Československé republiky 1920 se konaly v dubnu 1920, přičemž volby do poslanecké sněmovny se odehrály v neděli 18. dubna 1920 a volby do senátu 25. dubna 1920. Volby se nekonaly na Tešínsku, Vitorazsku, Hlučínsku, Valticku a v Podkarpatské Rusi.

## Volební systém
První ústava samostatného Československa z roku 1920, přijata ještě  Revolučním národním shromážděním, předepisovala dvoukomorový parlament, složený z dolní komory - Poslanecké sněmovny - která čítá 300 poslanců, a z horní komory - Senátu - se 150 senátory. Samotné volby v roce 1920 byly podrobněji upraveny pozdějším volebním zákonem z téhož roku.
Do Poslanecké sněmovny i do Senátu se volilo shodně po volebních krajích, v případě dolní komory jich bylo 23, horní se volila po 11 krajích. V každém kraji byly mandáty v rámci I.  skrutinia rozděleny poměrným způsobem, za pomocí Hareovy kvóty a bez jakékoliv uzavírací klauzule. 
Mandáty nepřerozdělené v I. skrutiniu byly přerozděleny v celorepublikovém II. a případně III. skrutiniu, na rozdíl od I. skrutinia za pomocí Hagenbach-Bischoffovy kvóty. Mandáty v dalších skrutiniích se rozdělovaly pouze mezi strany, které získaly alespoň jeden mandát v I. skrutiniu nebo získaly alespoň v jednom volebním kraji nejméně 20 000 hlasů.

### Poslanecká sněmovna
Poslanci do Poslanecké sněmovny byli voleni na 6 let. Kandidátem mohl být každý občan Československa starší 30 let, volit mohl každý občan starší 21 let.
Z celkově předepsaných 300 poslanců bylo voleno pouze 281. Shodně po 9 mandátech bylo rezervováno pro Těšínsko a Podkarpatskou Rus a jeden mandát byl ponechán pro Hlučínsko. Volby na Podkarpatské Rusi proběhly dodatečně až v roce 1924, na Těšínsku dokonce vůbec.
Původní zákon též počítal se 4 mandáty pro československé legionáře. Kvůli problémům se sestavováním legionářských seznamů byly tyto volby postupně odkládány až na 5. června 1921. Kandidátní listina byla podána jenom jedna, a to ta samotné Československé obce legionářské.

### Senát
Členem Senátu mohl být zvolen každý československý občan starší než 40 let, a to na osmiletý mandát. Aktivní volební právo příslušelo československým občanům starším 26 let.

## Průběh voleb
Šlo o první volby do Národního shromáždění republiky Československé po vzniku ČSR.

### Cesta k volbám
V první polovině roku 1920 vládla Československu takzvaná rudozelená koalice (vláda socialistických stran a agrárníků – první vláda Vlastimila Tusara), která vznikla na základě výsledků obecních voleb z roku 1919, ve kterých v českých zemích uspěly právě tyto dva politické proudy. Československo procházelo rychlou stabilizací, územní i ústavní (ústava ČSR byla přijata v únoru 1920). Zároveň ale opadal étos října 1918 a politická scéna se stále více polarizovala. V kampani hrály velkou roli spory okolo pozemkové reformy, naopak (dočasně) ustupovalo česko-slovenské napětí, protože Slovenská ľudová strana (pozdější Hlinkova strana) nyní kandidovala v rámci celostátní kandidátní listiny ČSL a podobně postupovali i slovenští agrárníci (Slovenská národní a rolnická strana byla spojencem kandidátky agrárníků), sociální demokraté a představitelé dalších politických proudů.
Výraznou změnou v rámci voleb byla zásadní změna volebního systému. Šlo o první parlamentní volby na území Československa (a jedny z prvních na světě), kdy volební právo měly i ženy. Původní většinový volební systém z dob Rakouska-Uherska byl rovněž nahrazen poměrným systémem, který umožňoval snadnější kandidaturu menším stavovským, etnickým a ideologickým formacím. Zároveň šlo o první parlamentní volby od vzniku Československa, jichž se mohli účastnit i příslušníci menšinových národů. Volby se ovšem nekonaly na územích, kde se měl ještě konat plebiscit o jejich připojení k Československu, což byly Vitorazsko, Valticko, Těšínsko, a území na Oravě a Spiši. Volby se také nekonaly z důvodu složité bezpečnostní situace na Podkarpatské Rusi, dodatečné volby zde proběhly až v březnu 1924 (volby do parlamentu Československé republiky na Podkarpatské Rusi 1924).

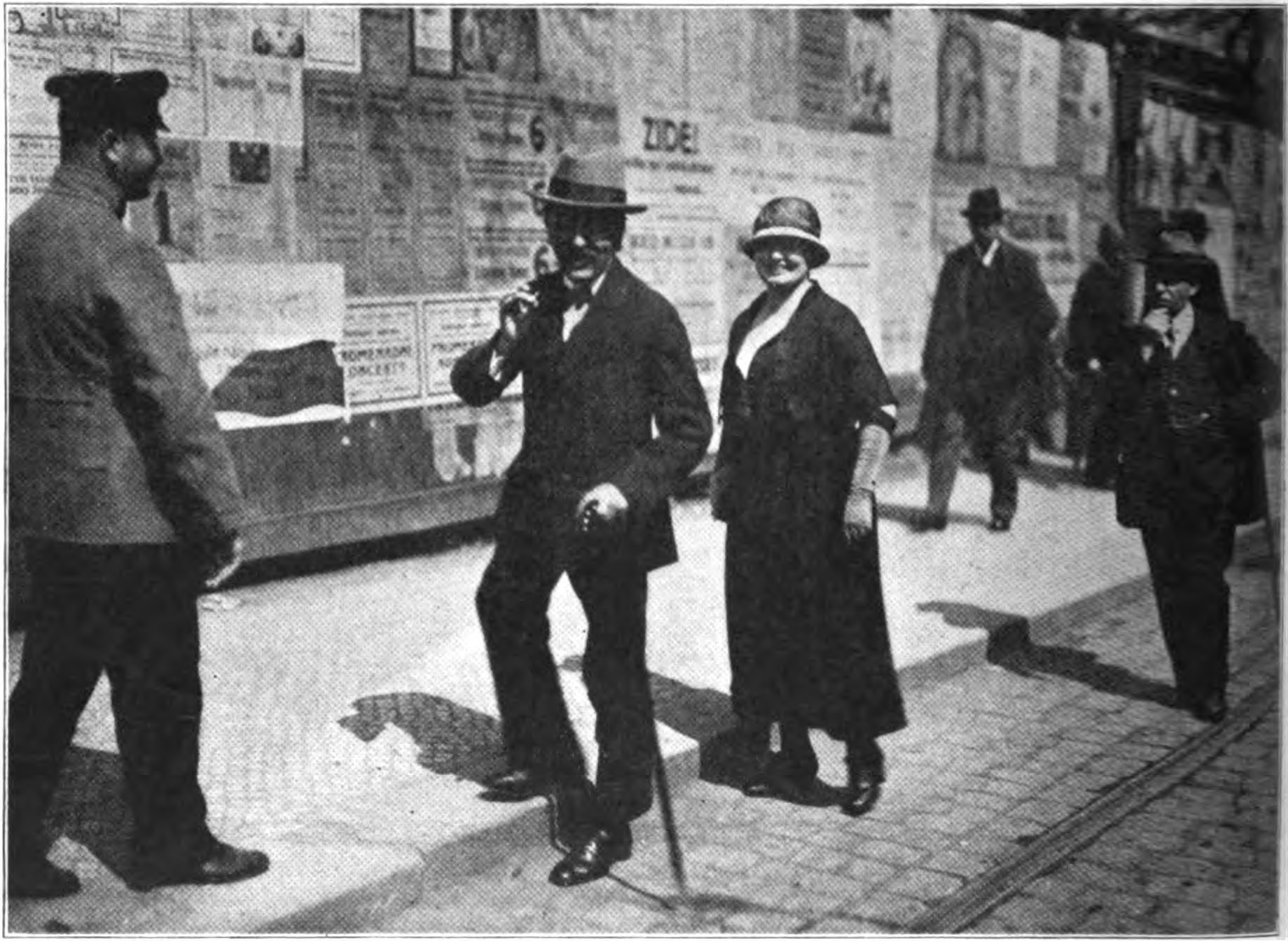
Premiér Tusar a jeho žena si prohlížejí volební plakáty

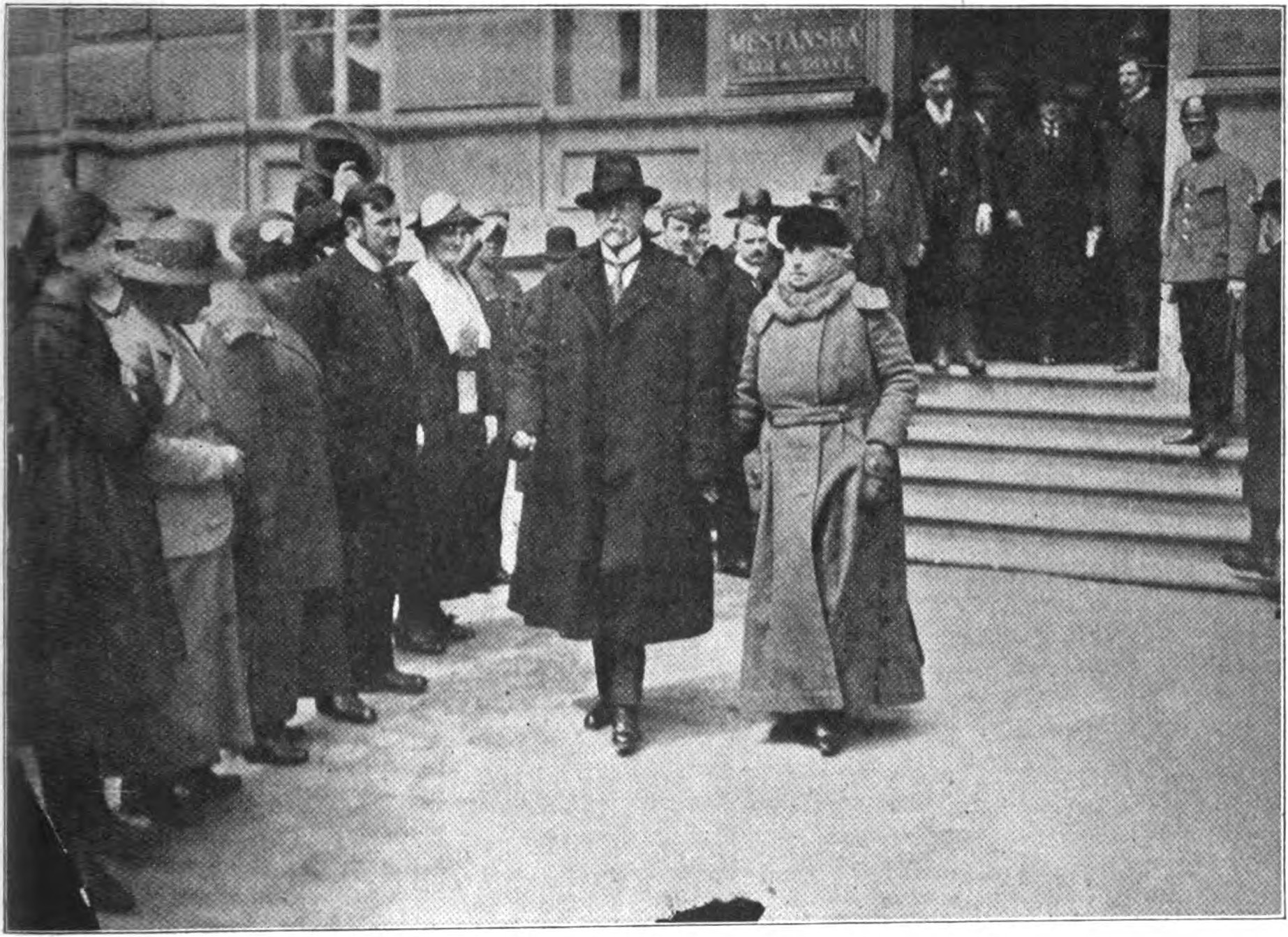
Prezident Masaryk se svou ženou opouštějí volební místnost

Dominantním rysem voleb bylo rostoucí štěpení v řadách sociálně demokratických stran. Českoslovenští sociální demokraté měli své radikální marxistické levicové křídlo a podobnou situaci zažívala i Německá sociálně demokratická strana dělnická v ČSR (v ní navíc fakt, že strana nebyla součástí vládní koalice vedl k silnějším prvkům sociálního radikalismu) a Maďarsko-německá sociálně demokratická strana na východě státu. Tyto strany tak kromě volebního boje sváděly vnitřní politické boje jednotlivých křídel.

### Dopady voleb
Ve volbách byli zvoleni poslanci a senátoři Národního shromáždění (celkem 423 z ústavou předepsaných 450 – Podkarpatská Rus ještě nevolila a v parlamentu byla rezervována místa pro dodatečnou kooptaci legionářů). Předsedou poslanecké sněmovny se stal sociální demokrat František Tomášek, v čele horní komory usedl agrárník Cyril Horáček. Během několika týdnů ho ovšem nahradil agrárník Karel Prášek, a v roce 1924 pak za agrární stranu tento post obsadil Václav Donát. První týdny jednání parlamentu byla provedena volba prezidenta republiky (T. G. Masaryk) a probíhaly ostré projevy německých poslanců, kteří deklarovali, že vstupem do parlamentu neuznávají vznik Československa v jeho hranicích.
Volby jednoznačně vyhrála československá sociální demokracie (v českých zemích 33,4 % hlasů etnicky českých voličů, na Slovensku přes půl milionů hlasů a jasná výhra nad katolickou Slovenskou ľudovou stranou) a Československá strana socialistická (pozdější národní socialisté), která byla ovšem stranou s dominantní pozicí v českých zemích a minimální podporou na Slovensku. Kromě toho se do parlamentu dostala i menší levicová formace Socialistická strana československého lidu pracujícího, kterou založil František Modráček. Celkem socialistické strany získaly 50,57 % hlasů etnicky českých a slovenských voličů. Mezi občanskými stranami si své pozice udrželi agrárníci (mírné ztráty v českých zemích ale výrazné zisky na Slovensku, kde se stala druhou nejsilnější politickou silou). Naopak nevýrazné byly výsledky, které si připsala Československá národní demokracie (mírně posílení v Čechách, stagnace na Moravě, minimální pozice na Slovensku) a jen skromný přírůstek hlasů ve srovnání s komunálními volbami roku 1919 zaznamenali lidovci. Analogické procesy se odehrávaly i v řadách etnicky německých voličů. Německá sociální demokracie získala 43,5 % jejich hlasů a v českých zemích se stala po československé sociální demokracii druhou nejsilnější stranou. Výrazný nárůst zaznamenal také Německý svaz zemědělců jako platforma německého agrárního hnutí.
Rozhodné vítězství sociální demokracie umožnilo Vlastimilovi Tusarovi zůstat v čele vlády (druhá vláda Vlastimila Tusara), která zůstávala koalicí československých socialistických a agrárních sil. Varianty široké pravolevé koalice nebo česko-německé socialisticko-agrárnické koalice neprošly. Tusar navíc získal i post ministerstva národní obrany. Kvůli rostoucímu rozkolu v sociální demokracii (z jejího levého křídla vznikla brzy nato Komunistická strana Československa) ale po půl roce poté vláda padla a byla vystřídána úřednickým kabinetem.

## Výsledky voleb

### Podíl hlasů
| \| Strany s více než 200 000 hlasy \| Strany s více než 200 000 hlasy \| Strany s více než 200 000 hlasy \| Strany s více než 200 000 hlasy \| Strany s více než 200 000 hlasy \| \| ------------------------------- \| ------------------------------- \| ------------------------------- \| ------------------------------- \| ------------------------------- \| \| strana \| \| \| \| % \| \| ČSDSD \| ČSDSD \| \| 25,7 \| 25,7 \| \| ČSL+SĽS \| ČSL+SĽS \| \| 11,3 \| 11,3 \| \| DSAP \| DSAP \| \| 11,1 \| 11,1 \| \| RSČV \| RSČV \| \| 9,7 \| 9,7 \| \| ČSS \| ČSS \| \| 8,1 \| 8,1 \| \| ČsND \| ČsND \| \| 6,3 \| 6,3 \| \| DNP+DNSAP \| DNP+DNSAP \| \| 5,3 \| 5,3 \| \| SNaRS \| SNaRS \| \| 3,9 \| 3,9 \| \| BdL \| BdL \| \| 3,9 \| 3,9 \| \| DCV \| DCV \| \| 3,0 \| 3,0 \| |           |  |      |      |
| Strany s více než 200 000 hlasy |           |  |      |      |
| strana |           |  |      | %    |
| ČSDSD | ČSDSD     |  | 25,7 | 25,7 |
| ČSL+SĽS | ČSL+SĽS   |  | 11,3 | 11,3 |
| DSAP | DSAP      |  | 11,1 | 11,1 |
| RSČV | RSČV      |  | 9,7  | 9,7  |
| ČSS | ČSS       |  | 8,1  | 8,1  |
| ČsND | ČsND      |  | 6,3  | 6,3  |
| DNP+DNSAP | DNP+DNSAP |  | 5,3  | 5,3  |
| SNaRS | SNaRS     |  | 3,9  | 3,9  |
| BdL | BdL       |  | 3,9  | 3,9  |
| DCV | DCV       |  | 3,0  | 3,0  |

### Výsledky voleb do poslanecké sněmovny
|        |                                                                    |           |       |          |          |          |
| Strana | Strana                                                             | Hlasy     | Hlasy | Poslanci | Poslanci | Poslanci |
| Strana | Strana                                                             | Abs.      | %     | Abs.     | %        | ±        |
|        | Československá sociálně demokratická strana dělnická               | 1,590,520 | 25.7  | 74       | 26.3     | 21▲      |
|        | Československá strana lidová                                       | 699,728   | 11.3  | 21       | 7.5      | 3▼       |
|        | Slovenská ľudová strana                                            | 699,728   | 11.3  | 12       | 4.3      | 12▲      |
|        | Německá sociálně demokratická strana dělnická v ČSR                | 689,589   | 11.1  | 31       | 11.0     | 31▲      |
|        | Republikánská strana československého venkova                      | 603,618   | 9.7   | 28       | 10.0     | 27▼      |
|        | Československá strana socialistická                                | 500,821   | 8.1   | 24       | 8.5      | 11▼      |
|        | Československá národní demokracie                                  | 387,552   | 6.3   | 19       | 6.8      | 27▼      |
|        | Německá nacionální strana                                          | 328,735   | 5.3   | 12       | 4.3      | 12▲      |
|        | Německá národně socialistická strana dělnická                      | 328,735   | 5.3   | 3        | 1.1      | 3▲       |
|        | Slovenská národní a rolnická strana                                | 242,045   | 3.9   | 12       | 4.3      | 12▲      |
|        | Německý svaz zemědělců                                             | 241,747   | 3.9   | 11       | 3.9      | 11▲      |
|        | Německá křesťansko sociální strana lidová                          | 212,913   | 3.0   | 10       | 3.6      | 10▲      |
|        | Maďarsko-německá křesťansko-sociální strana                        | 139,355   | 2.2   | 5        | 1.8      | 5▲       |
|        | Československá živnostensko-obchodnická strana středostavová       | 122,813   | 2.0   | 6        | 2.1      | 6▲       |
|        | Maďarsko-německá sociálně demokratická strana                      | 108,546   | 1.8   | 4        | 1.4      | 4▲       |
|        | Německá strana svobodomyslná                                       | 105,449   | 1.7   | 5        | 1.8      | 5▲       |
|        | Sdružené židovské strany                                           | 79,714    | 1.3   | 0        | –        | 0▬       |
|        | Socialistická strana československého lidu pracujícího             | 58,580    | 0.9   | 3        | 1.1      | 3▲       |
|        | Strana malorolníků, domkářů a živnostníků Republiky Československé | 42,670    | 0.7   | 0        | –        | 0▬       |
|        | Maďarská zemská strana malorolnická a zemědělská                   | 26,520    | 0.4   | 1        | 0.4      | 1▲       |
|        | Německá svobodně sociální strana                                   | 7,630     | 0.1   | 0        | –        | 0▬       |
|        | Neodvislá strana lidu malého                                       | 5,252     | 0.1   | 0        | –        | 0▬       |
|        | Maďarská národní strana                                            | 4,214     | 0.1   | 0        | –        | 0▬       |
|        | Slovanská socialistická strana                                     | 2,024     | 0.0   | 0        | –        | 0▬       |
| Celkem | Celkem                                                             | 6,874,458 | 100   | 281      | 100      | –        |

### Výsledky voleb do poslanecké sněmovny podle zemí

#### Výsledky voleb do poslanecké sněmovny v Čechách
| Strana | Strana                                                                    | Předseda                              | Počet hlasů | %     |
| ------ | ------------------------------------------------------------------------- | ------------------------------------- | ----------- | ----- |
|        | Československá sociálně demokratická strana dělnická                      | Antonín Němec                         | 762 092     | 22,33 |
|        | Německá sociálně demokratická strana dělnická v ČSR                       | Josef Seliger                         | 551 909     | 16,17 |
|        | Republikánská strana zemědělského a malorolnického lidu                   | Antonín Švehla                        | 424 236     | 12,43 |
|        | Československá strana socialistická                                       | Václav Klofáč                         | 381 367     | 11,18 |
|        | Československá národní demokracie                                         | Karel Kramář                          | 298 054     | 8,73  |
|        | Německá volební pospolitost 1920 (národní a národně socialistická strana) | Rudolf Lodgman von Auen a Rudolf Jung | 224 751     | 6,58  |
|        | Německý svaz zemědělců                                                    | Franz Spina                           | 216 528     | 6,35  |
|        | Československá strana lidová                                              | František Šabata                      | 191 844     | 5,62  |
|        | Německá křesťansko-sociální strana lidová                                 | Josef Böhr                            | 115 130     | 3,37  |
|        | Československá živnostensko-obchodnická strana středostavová              | Rudolf Mlčoch                         | 80 757      | 2,37  |
|        | Německá strana svobodomyslná                                              | Bruno Kafka                           | 45 640      | 1,34  |
|        | Socialistická strana československého lidu pracujícího                    | František Modráček                    | 43 098      | 1,26  |
|        | Strana malorolníků, domkářů a živnostníků Republiky Československé        |                                       | 42 670      | 1,25  |
|        | Sdružené strany židovské                                                  |                                       | 19 473      | 0,57  |
|        | Německá svobodná sociální strana                                          |                                       | 7 630       | 0,22  |
|        | Neodvislá strana lidu malého                                              |                                       | 5 252       | 0,15  |
|        | Slovanská strana sociální                                                 |                                       | 2 024       | 0,06  |
| celkem | celkem                                                                    | celkem                                | 3 412 452   | 100   |

#### Výsledky voleb do poslanecké sněmovny na Moravě a ve Slezsku
| Strana | Strana                                                                    | Předseda                              | Počet hlasů | %     |
| ------ | ------------------------------------------------------------------------- | ------------------------------------- | ----------- | ----- |
|        | Československá sociálně demokratická strana dělnická                      | Antonín Němec                         | 318 087     | 21,99 |
|        | Československá strana lidová                                              | Jan Šrámek                            | 272 489     | 18,84 |
|        | Republikánská strana zemědělského a malorolnického lidu                   | Antonín Švehla                        | 179 382     | 12,40 |
|        | Německá sociálně demokratická strana dělnická v ČSR                       | Josef Seliger                         | 137 680     | 9,52  |
|        | Německá volební pospolitost 1920 (národní a národně socialistická strana) | Rudolf Lodgman von Auen a Rudolf Jung | 103 984     | 7,19  |
|        | Německá křesťansko-sociální strana lidová                                 | Josef Böhr                            | 97 783      | 6,76  |
|        | Československá strana socialistická                                       | Václav Klofáč                         | 89 890      | 6,21  |
|        | Československá národní demokracie                                         | Karel Kramář                          | 89 498      | 6,19  |
|        | Německá strana svobodomyslná                                              | Bruno Kafka                           | 59 809      | 4,14  |
|        | Československá živnostensko-obchodnická strana středostavová              | Rudolf Mlčoch                         | 42 056      | 2,91  |
|        | Německý svaz zemědělců                                                    | Franz Spina                           | 25 219      | 1,74  |
|        | Socialistická strana československého lidu pracujícího                    | František Modráček                    | 15 482      | 1,07  |
|        | Sdružené strany židovské                                                  |                                       | 15 024      | 1,04  |
| celkem | celkem                                                                    | celkem                                | 1 446 389   | 100   |

#### Výsledky voleb do poslanecké sněmovny na Slovensku
| Strana | Strana                                                             | Předseda      | Počet hlasů | %     |
| ------ | ------------------------------------------------------------------ | ------------- | ----------- | ----- |
|        | Československá sociálně demokratická strana dělnická               | Antonín Němec | 510 341     | 35,05 |
|        | Slovenská národní a rolnická strana                                | Pavel Blaho   | 242 045     | 18,05 |
|        | Československá strana lidová Slovenská ľudová strana               | Andrej Hlinka | 235 389     | 17,55 |
|        | Maďarsko-německá křesťansko-sociální strana                        |               | 139 355     | 10,39 |
|        | Maďarsko-německá sociálně demokratická strana                      | Josef Seliger | 108 546     | 8,09  |
|        | Sdružené strany židovské                                           |               | 45 217      | 3,37  |
|        | Československá strana socialistická                                | Václav Klofáč | 29 564      | 2,20  |
|        | Maďarská zemská strana zemědělců, malorolníků a malých průmyslníků |               | 26 520      | 1,98  |
|        | Maďarská národní strana                                            |               | 4 214       | 0,31  |
| celkem | celkem                                                             | celkem        | 1 341 191   | 100   |

### Výsledky voleb do senátu
Celkem mandátů: 150
| Strana  | Strana                                                  | Počet hlasů | Hlasy v % | Počet mandátů |
| ------- | ------------------------------------------------------- | ----------- | --------- | ------------- |
|         | Československá sociálně demokratická strana dělnická    | 1 466 958   | 28,07     | 41            |
|         | Československá strana lidová                            | 622 406     | 11,91     | 18            |
|         | Německá sociálně demokratická strana dělnická v ČSR     | 593 344     | 11,35     | 16            |
|         | Republikánská strana zemědělského a malorolnického lidu | 530 388     | 10,15     | 14            |
|         | Československá strana socialistická                     | 395 844     | 7,57      | 10            |
|         | Československá národní demokracie                       | 354 561     | 6,25      | 10            |
|         | Autonomistický blok                                     | 181 289     | 3,47      | 6             |
|         | Československá živnostensko-obchodnická strana          | 107 674     | 2,06      | 3             |
| Ostatní | Ostatní                                                 | 833 387     | 15,94     | 28            |
| celkem  | celkem                                                  | 5 226 811   | 100       | 150           |